# James Irby
James Henderson Irby (* 31. Dezember 1793; † 24. Februar 1860) war ein US-amerikanischer Politiker. Zwischen 1852 und 1854 war er Vizegouverneur des Bundesstaates South Carolina.
Über James Irby gibt es wenig verwertbare Quellen. In einer Kurzbiographie seines Sohnes William wird erwähnt, dass  er Rechtsanwalt und Pflanzer war. Politisch schloss er sich der Demokratischen Partei an. 1852 wurde er von der South Carolina General Assembly an der Seite von John Lawrence Manning zum Vizegouverneur seines Staates gewählt. Dieses Amt bekleidete er zwischen dem 9. Dezember 1852 und dem 11. Dezember 1854. Dabei war er Stellvertreter des Gouverneurs. Ein weiterer Sohn Irbys war US-Senator John L. M. Irby (1854–1900). James Irby starb am 24. Februar 1860 und wurde in Laurens beigesetzt.